# Björn Dawidsson

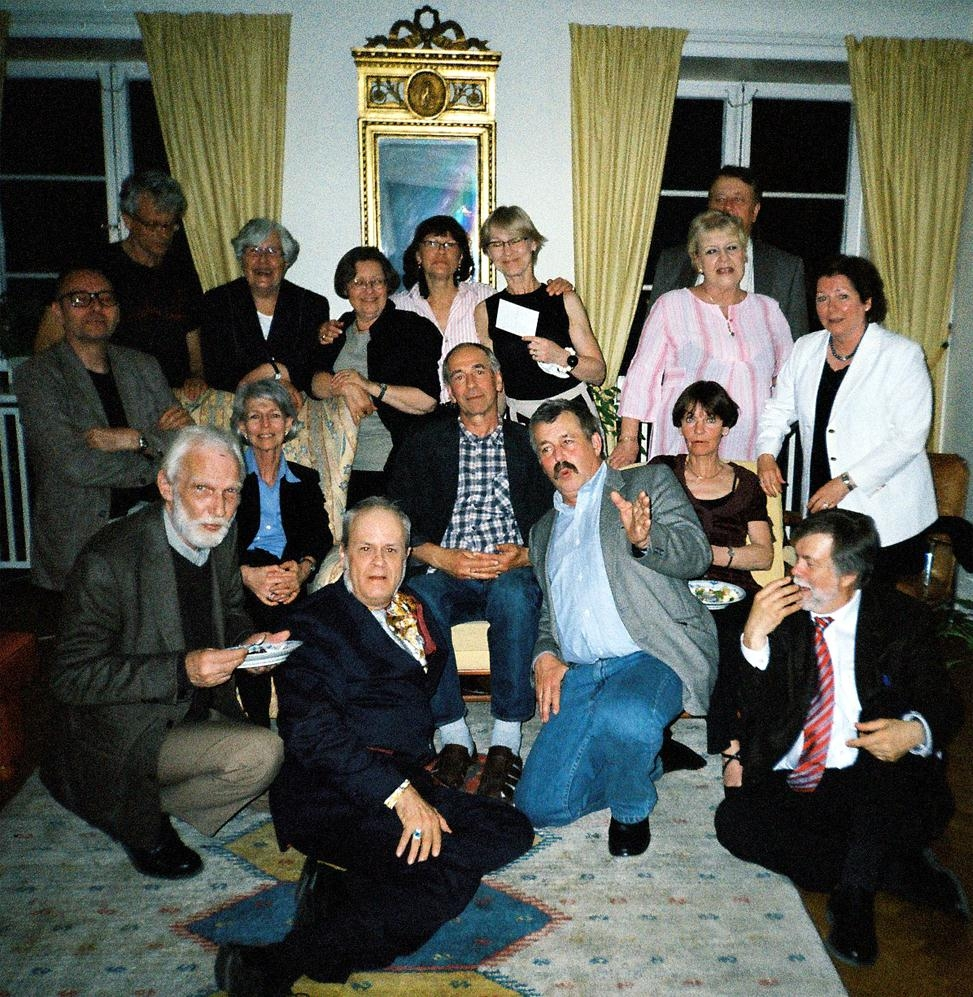
40. výročí večeře skupiny třídy AIII3a Mörby Junior College of Danderyd, Švédsko, včetně několika významných osobností (zleva: Björn Dawidsson, Lars Granestrand, Rolf Barre, Ingabritt Ek Salje, Ulla Thorbard, Eva Nylund Nylander, Jacob Truedson Demitz, Marianne Holmberg, Michael Levy Flygare, Barbro Heintz Lindskog, Nils-Erik Humlesjö, Margareta Hedin, Barbro Edling Christophe, Rolf Christophe, Björn Liljeros & Catharina Waldenström Feldreich)

Björn Dawidsson (* 7. června 1949 v Örebro), který publikuje jako Dawid, je švédský fotograf působící ve Stockholmu.

## Životopis
V roce 1973 měl Dawidsson svou první velkou samostatnou výstavu Ingen älskar mig (Nikdo mě nemiluje) v Liljevalchs konsthall ve Stockholmu s výběrem 50 malých fotografických snímků z 35mm negativů.
Série The Rost znamenala zásadní odklon jak od stylu jeho předchozích snímků, tak od parametrů „přímé“ reprezentační fotografie.
Dawidssonova díla byla vystavována v mnoha národních i mezinárodních muzeích a galeriích a je zastoupen v řadě významných uměleckých sbírek.
Mezi jeho učitele patřil Christer Strömholm.

## Samostatné výstavy (výběr)
- Švédská fotografie, Berlín, Německo), 2013
- Landskrona Museum, (Landskrona, Švédsko), 2012
- Švédská fotografie, Berlín, Německo), 2011
- Fotografiska, (Stockholm, Švédsko), 2010 a 2011
- Nordic Light, (Kristiansund, Norsko), 2010
- Hasselblad Center, (Göteborg, Švédsko), 2009
- Muzeum Skövde, (Skövde, Švédsko), 2008
- Liljevalchs Konsthall, (Stockholm, Švédsko), 2008
- Millesgårdens Konsthall, Stockholm, Švédsko), 2005
- Centre Culturel Suédois, (Paříž, Francie), 2002
- Galerie Pentagram, (Londýn, Velká Británie), 2001
- Galerie Priska Pasquer, (Kolín nad Rýnem, Německo), 2001
- Galerie 213, Retrospektiva velkoformátových děl, (Paříž, Francie) 1999
- Karlshamns Konsthall, Retrospektiva, (Karlshamn, Švédsko), 1997
- Galleri Krister Fahl, (Stockholm, Švédsko), 1994
- Folkwang Museum (Essen, Německo), M + M, velkoformátová díla, 1993
- Malmö Konsthall (Malmö, Švédsko) (DAGRAMS), fotogramy, 1989
- Centre Culturel Suédois, (Paříž, Francie), 1986
- Upplandsmuseet, (Uppsala, Švédsko), 1985
- Moderna Museet, „Rost“ (Stockholm, Švédsko) 1983
- Galleri Camera Obscura, (Stockholm, Švédsko), 1980
- Liljevalchs Konsthall, „Ingen älskar mig“ (Stockholm, Švédsko) 1973

## Knihy/monografie (výběr)
- Kars, 2011
- Hybris, Liljevalchs Konsthall (text Niclas Östlind), 2008
- Krásné snímky, Steidl (Editor Michael Mack), 2001
- Mot fotografiet / Arbetsnamn Skulptur (pracovní název: Sculpture), od Linde, Ulf, Carlsson Bokförlag, 1989
- Verkligen?!, od Dawida a Linda, Håkan, Bokförlaget, 1978, (reedice 2009, text Niclas Östlind)

## Sbírky
- Absolut Art Collection
- Bonnier Collection, Stockholm, Švédsko
- Sbírka Camera Obscura, Stockholm, Švédsko
- Centro Cultural Arte Contemporaneo, Mexico City, Mexiko
- Kolekce Dorint, Brusel, Belgie
- Erling Neby Collection, Norsko
- Muzeum Folkwang, Essen
- Göteborgs Konstmuseum, Göteborg, Švédsko
- Helsingborg Konstmuseum, Švédsko
- Kalmar Konstmuseum, Kalmar, Švédsko
- Landskrona Museum, Landskrona, Švédsko
- Muzeum Malmö, Malmö, Švédsko
- Manfred Heiting Collection, Amsterdam, Nizozemsko
- Moderna Museet, Stockholm, Švédsko
- Museet för samtidskunst, Oslo, Norsko
- Nyky taiteen museo, Helsinky, Finsko
- Rogaland Kunstmuseum, Stavanger, Norsko
- Sbírka Hasselblad, Göteborg, Švédsko
- Národní rada pro veřejné umění, Švédsko
- Upplands Konstmuseum, Uppsala, Švédsko
- Örebro Läns Landsting, Švédsko